# الوجود العسكري الفرنسي في الإمارات
يتمثل الوجود الفرنسي في الإمارات العربية المتحدة في معسكر السلام، وهو قاعدة جوية بحرية فرنسية مقرها في أبو ظبي، الإمارات العربية المتحدة، منذ العام 2009.  

## تاريخ
سبق أن وقّعت فرنسا والإمارات العربية المتحدة اتفاقية دفاع مشترك في عام 1995. وفي يناير 2008، خلال زيارة الرئيس نيكولا ساركوزي إلى الإمارات العربية المتحدة، اتفقت فرنسا والإمارات على إنشاء قاعدة عسكرية في أبوظبي. وافتُتحت القاعدة في 26 مايو 2009.  
عند الافتتاح، كانت القاعدة أول منشأة عسكرية أجنبية أنشأتها فرنسا منذ 50 عامًا وأول قاعدة لها على الإطلاق خارج إفريقيا. 
وبموجب الاتفاق الموقع عام 2008، قامت دولة الإمارات بتمويل البنية التحتية بينما ستواصل فرنسا تمويل المعدات وتكاليف تشغيل القاعدة. 

## منظمة
وتضم القاعدة ثلاثة معسكرات للجيش الفرنسي تضم حوالي 250 فردًا. وتعمل القاعدة تحت قيادة الأدميرال المسؤول عن المنطقة البحرية للمحيط الهندي والقوات الفرنسية هناك (ALINDIEN).

### القاعدة البحرية
تقع القاعدة البحرية في ميناء زايد، عند نهاية الميناء التجاري. وتضم حوضًا بطول 300 متر وعرض 200 متر، ويمكنها استقبال سفن يصل غاطسها إلى 10 أمتار. يسمح هذا برسوّ جميع سفن البحرية الفرنسية، باستثناء حاملة الطائرات الفرنسية شارل ديغول. وتطل القاعدة على مضيق هرمز، وهو موقع ذو أهمية اقتصادية حيوية. يمر حوالي 40% من نفط العالم عبر المضيق. سيضمّ القسم البحري من القاعدة 72 فردًا من الطاقم. وستستوعب القاعدة توقفات القوارب في المنطقة، وستكون بمثابة "سفن الدعم المفضلة للبحرية في المنطقة". 

### القاعدة الجوية
يُطلق على القاعدة الجوية اسم "القاعدة الجوية 104 الظفرة". منذ الأول من أكتوبر 2008، تمركزت هناك ثلاث طائرات مقاتلة. تتسع القاعدة الممنوحة للقوات الجوية الفرنسية لما يصل إلى ست طائرات. تضم القاعدة البرية حاليًا ثلاث طائرات مقاتلة من طراز ميراج 2000-5 بالإضافة إلى 57 عسكريًا على متنها. 

### القاعدة البرية
افتُتح معسكر تدريب للجيش الفرنسي، على بُعد 50 كيلومترًا من أبو ظبي. وهو مُجهّز لتدريب الجنود على العمليات في المناطق الحضرية والصحراوية. ويضمّ الجزء البري من القاعدة 93 جنديًا. وسيتولى الجنود المُكلّفون بصيانة الجزء البري من القاعدة "مهمة ضمان مهام التعليم والتدريب على القتال في المناطق الحضرية والصحراوية". في عام 2011، انتقل اللواء الثالث عشر من الفيلق الأجنبي من جيبوتي إلى القاعدة، ليحل محله بدوره فوج الدروع الخامس في عام 2016.